# Gaspare Bona
Pour les articles homonymes, voir Bona.
Gaspare Bona (Carignano, 18 décembre 1895 – Caselle Torinese, 25 novembre 1940) est un pilote automobile sur circuit, un aviateur, un compositeur et directeur de société italien.

## Biographie
Fils d'un industriel du textile, Gaspare Bona fut orphelin en bas âge puis travailla jeune pour l'entreprise familiale Valerio (prénom de son père) ed Eugenio Fratelli Bona, à Carignano. Il fit ses études à l'École Textile de Verviers en Belgique, puis voyagea en Amérique du Sud à des fins de placements commerciaux avant de rentrer à Carignano en 1921, et dirigea la firme avec son frère Lorenzo Valerio durant les années 1930.
Sa carrière en sport automobile s'étala de 1923 (Susa-Mont-Cenis sur Lambda) - 1924 (Circuit de Crémone sur Alfa-Romeo RL) à 1931 (Coppa Ciano sur Talbot 700), pour une quinzaine d'épreuves toutes disputées en Italie, au Monténégro ou en Libye sur des véhicules privés. Sa saison la plus accomplie fut en 1927. Il fut le grand rival national d'Emilio Materassi, et son mécanicien habituel était Luigi Sacchiero.
Le 22 mai 1930 il cofonda Pininfarina (Carrozzeria Pinin Farina) avec d'autres chefs d'entreprises. Il en fut le premier Président du Conseil d'administration.
Élève violoniste durant sa jeunesse de maître Giovannetti, il se consacra aussi à la composition musicale pour piano, instrument dont il fut élève avec les maîtres Ercole et Giulio Gedda Jacket, ce dernier professant au Conservatoire de Turin. Bona a écrit de nombreuses partitions lyriques et poétiques chantées pour piano seul ou instruments variés, ainsi qu'un long poème pour grand orchestre intitulé Visions, donné à Turin, Rome et Cagliari sous la baguette du maestro Willy Ferrero (it). Il a aussi créé une opérette intitulée La Légende de l'Émeraude en 1929-30, présentée dans de nombreux théâtres italiens avec succès, tant du public que des critiques: au théâtre Balbo de Turin, elle fut donnée durant 18 nuits consécutives. Plus tard, il a composé un intermezzo pour petit orchestre, et fait des compositions mineures pour violon, violoncelle et piano solo. Il composa aussi un Je vous salue Marie dédiée à sa mère.

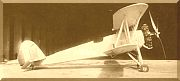
Un Caproni Ca.113.

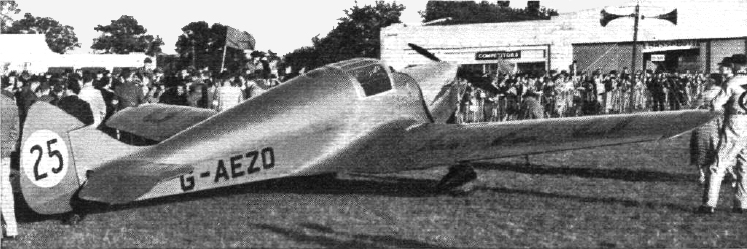
Un Miles Whitney Straight.

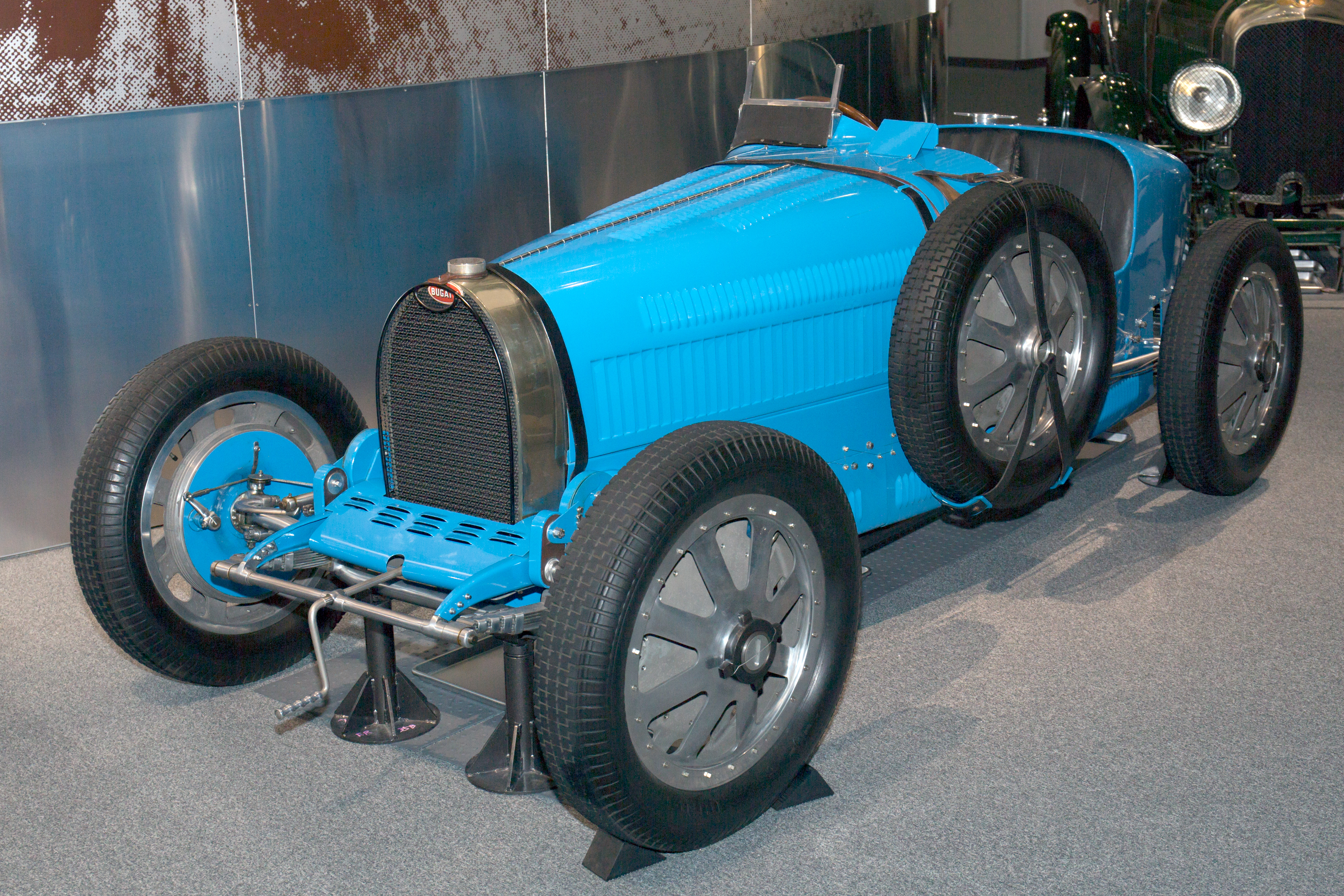
Une Bugatti T35B.

En 1931 il participa avec Valerio à la réduction du déficit de la Juventus de Turin, club où son frère avait joué avant et après guerre.
Entre 1932 et 1938, il remporta quelques coupes en amateur lors de meetings aériens, sur Caproni Ca.113 (entre 1932 et 1938), puis sur Miles M.11A Whitney Straight (à partir de février 1938).
Pilote volontaire dans l'Aeronautica Militare italienne, il participa à la guerre en Méditerranée et décéda au début de celle-ci lors d'un rupture mécanique pendant un vol d'essai à Caselle.
À sa mort, il travaillait sur un nouvel opéra pour grand orchestre.

## Palmarès automobile
Grand Prix (3 victoires)
- Circuit du Pozzo 1927, sur Bugatti T35B (à Vérone);
- Grand Prix d'Alexandrie 1927, sur Bugatti T35B;
- Grand Prix du Savio 1927, sur Bugatti T35B (à Ravenne);
  - 3e du Prix de Bologne 1927, sur Bugatti T35B;
  - 4e du Grand Prix de Rome 1927, sur Bugatti T35B;
  - 6e du Grand Prix du Monténégro (Coupe Ciano) en 1925, sur Diatto 20S;
  - 6e de la Coppa Acerbo 1928, sur Alfa Romeo 6C-1500 (à Pescara);
  - 7e du Circuit de Mugello 1928, sur Alfa Romeo 6C-1500;
  - 9e du Grand Prix d'Alexandrie 1929, sur Alfa Romeo 6C-1500;

Courses de côte
- Aosta-Gran San Bernardo en 1923, sur Lambda;
- San Remo-San Romolo en 1926, sur Bugatti T35B;
  - 2e de Susa-Mont-Cenis en 1923, sur Lambda;

(Victoires catégorielles en côte -1928, sur Alfa Romeo-:
- Susa-Moncenisio;
- Biella-Oropa;
- Coppa Abruzzi.)

## Compositions musicales
- La leggenda dello smeraldo: operetta . Grande fantasia per orchestra con pianoforte conduttore. Riduzione di Mario Mussini (Turin: Casa editrice Augusta, 1930, Tip. Fratelli Amprimo, avec une couverture dessinée par Giuseppe Porcheddu);
- La leggenda dello smeraldo: operetta in 3 atti e 4 quadri di Giovanni Drovetti (Turin: Tip. Lit. Amprimo, 1930);
- Midi: lirica per canto e pianoforte / paroles de Charles Marie René Leconte de Lisle, musique de Gaspare Bona (Padoue: Guglielmo Zanibon, 1936);
- Il fiore di pesco: lirica per canto e pianoforte / musique de Gaspare Bona. Poésie tirée d'un ancien texte chinois; traduction libre par l'auteur;
- Primavera; poésie tirée d'un ancien texte chinois; traduction libre et musique de Gaspare Bona (Padoue, Guglielmo Zanibon, 1937).

## Récompenses et distinctions
- Chevalier de l'Ordre équestre du Saint-Sépulcre de Jérusalem.

## Source de la traduction
- (it) Cet article est partiellement ou en totalité issu de l’article de Wikipédia en italien intitulé « Gaspare Bona » (voir la liste des auteurs).